# Einkauf (Konsum)

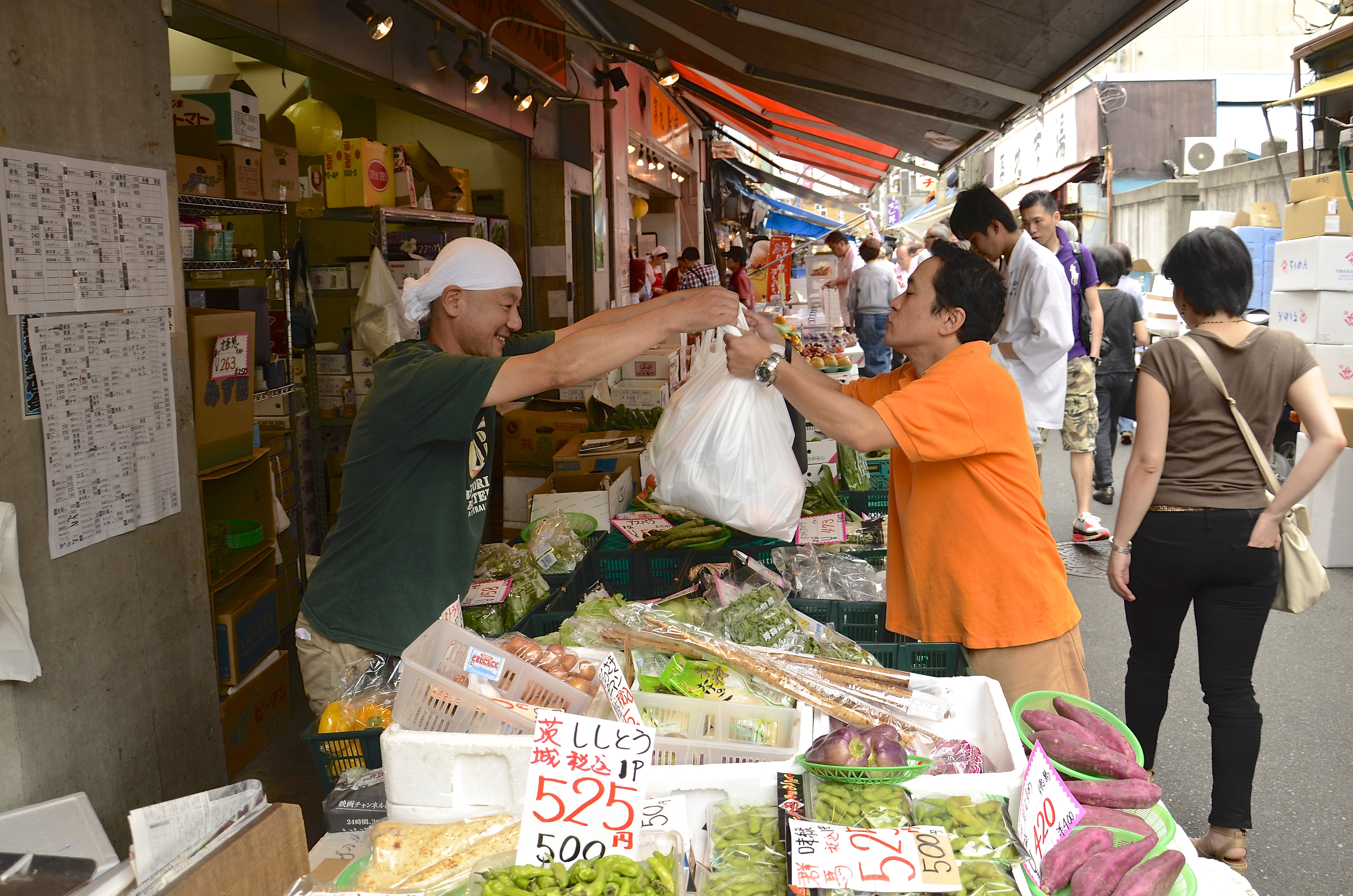
Ein Mann kauft an einem Marktstand ein

Einkauf ist eine Tätigkeit zur Beschaffung von Waren/Produkten gegen Geld, im Gegensatz zum Verkauf, der Veräußerung von Ware gegen Geld.

## Privater Einkauf
Privatpersonen kaufen als Verbraucher ihre Konsumgüter üblicherweise im Einzelhandel ein oder über andere Beschaffungswege, z. B. dem Direktbezug von Produzenten oder Landwirten, dem Bezug von Handwerkern oder anderen Privatpersonen, etwa beim Online-Handel über das Internet. Die Einkaufsplanung geschieht, namentlich bei größeren Anschaffungen, am zweckmäßigsten unter Zuhilfenahme von Einkaufslisten. Von Grenzfällen abgesehen (Einkäufe von Kindern oder von debilen Menschen), ist jeder Einkauf rational geplant, Spontankäufe sind die Ausnahme. Selbst beim Betreten eines Geschäfts sind nicht geplante, dann jedoch „spontane“ Käufe weder irrational noch ungeplant. In diesen Fällen ist die Planung nur auf eine sehr kurze Prüfung von Bedarf und vorhandenen Finanzmitteln geschrumpft. Eine Sonderrolle nehmen sogenannte Gebrauchtwarenläden ein, die gebrauchte Waren von Privatpersonen einkaufen, die zugleich ihre Kunden sein können.

## Begriffe

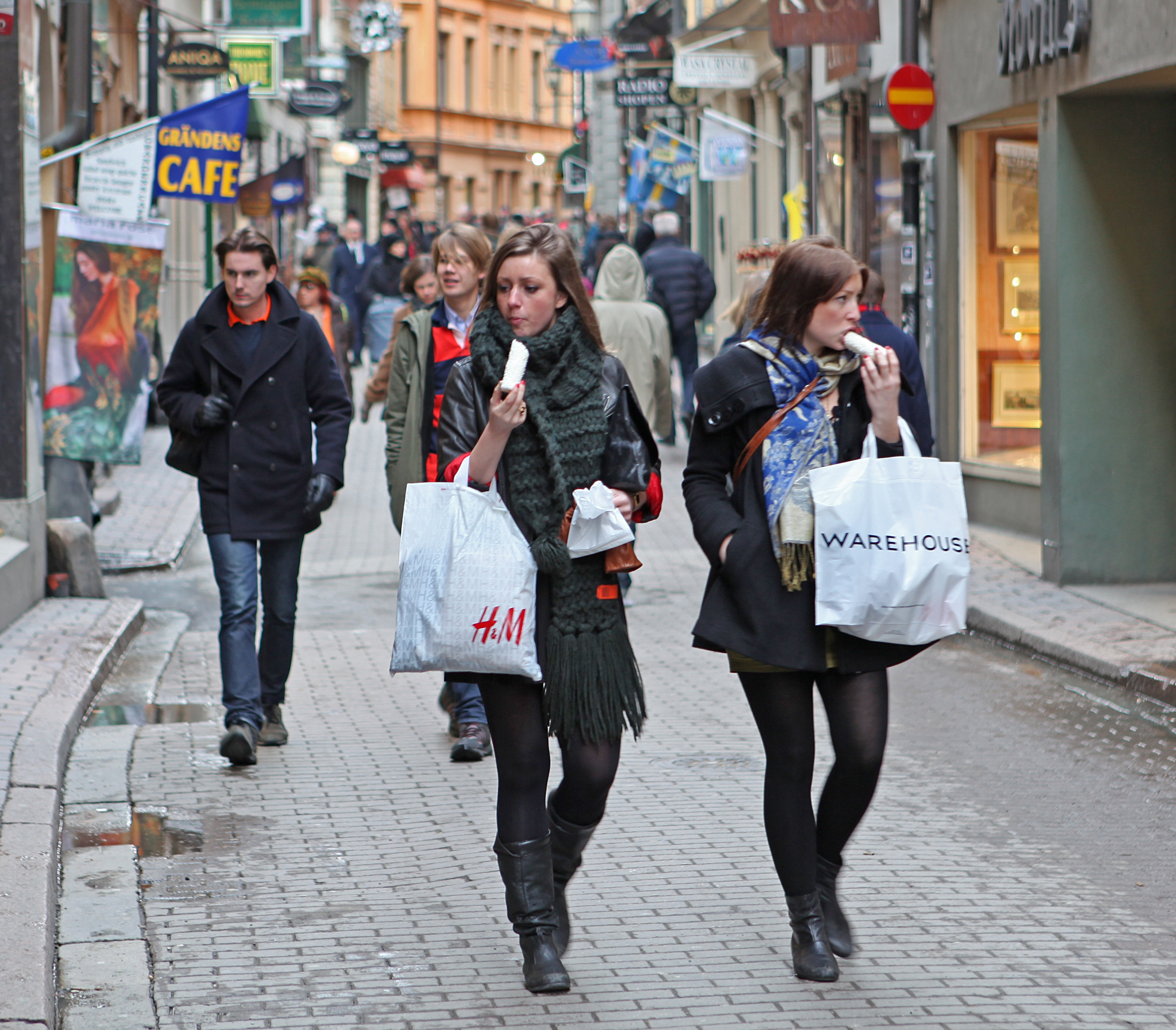
Zwei Frauen beim Shoppen

Die Tätigkeit des Einkaufens oder auch nur des Besuchens von Geschäften sowie das Flanieren durch Ladenstraßen und Einkaufszentren zum Zwecke des Erwerbs von Konsumgütern wird bei Privatpersonen mit auch dem englischen Begriff Shopping bezeichnet. In der Regel sind mit dem Shopping über den bloßen Einkaufsakt hinausgehende Erlebnisreize verbunden, die von den Konsumenten geschätzt werden.
Einkaufsbummel (Determinativkompositum aus „Einkauf“ und „Bummel“ (Spaziergang) mit dem Fugenelement „-s“) bezeichnet einen Spaziergang durch Einkaufsstraßen bzw. Kaufhäuser mit der Absicht, etwas zu kaufen, sich zunächst einmal umzusehen und/oder ein präsentiertes käufliches Produkt dabei in persönlichen Augenschein zu nehmen.
Mit dem Begriff Window Shopping (deutsch Schaufensterbummel) wird das bewusste, jedoch ohne Kaufplanung vorgenommene Aufsuchen von Einzelhandelsgeschäften, Einkaufszentren und dergleichen oder das bloße Flanieren durch Einkaufsstraßen, -quartiere oder -zentren bezeichnet. Wird bei dieser Gelegenheit dennoch eingekauft, handelt es sich um Impulskäufe.

## Online- und Offline-Käufe
In den letzten Jahren hat sich zunehmend das Online-Shopping etabliert. Immer mehr Menschen kaufen zumeist günstiger über das Internet ein, besonders kleinere lokale Geschäfte leiden darunter. Dennoch ist der stationäre Handel weiterhin Haupteinkaufsquelle der Verbraucher.